# Іспанська Америка
| 50% 30% |  | 20% 10% |  | 5% 2% |

Іспанська Америка — латиноамериканські країни, жителі яких говорять по-іспанськи (всі крім: Бразилія, Гаїті, Гаяна, Суринам, Беліз, Франція і майже всі малі острови в Карибському морі). У першій половині дев'ятнадцятого століття з ініціативи Симона Болівара народився рух під назвою «іспаноамериканство» («іспанський американізм»), спрямований на інтеграцію цих країн. Ці країни мають значну культурну і релігійну схожість. У кожній з цих країн Іспанська мова є офіційною, а католицтво — домінуючою релігією.

## Політичний поділ
| Країни | Країни                                                                                        | Території США |
| --- | --------------------------------------------------------------------------------------------- | ------------- |
| - Аргентина - Болівія - Чилі - Колумбія - Коста-Рика - Куба - Домініканська Республіка - Еквадор - Сальвадор | - Гватемала - Гондурас - Мексика - Нікарагуа - Панама - Парагвай - Перу - Уругвай - Венесуела | - Пуерто-Рико |

### Найбільші міста
| Місто        | Держава   | Населення у 2017 | 2014 GDP (PPP $млн USD) | 2014 GDP на душу (USD) |
| ------------ | --------- | ---------------- | ----------------------- | ---------------------- |
| Мехіко       | Мексика   | 23655355         | $403561                 | $19239                 |
| Буенос-Айрес | Аргентина | 15564354         | $315885                 | $23606                 |
| Богота       | Колумбія  | 9900800          | $159150                 | $17497                 |
| Ліма         | Перу      | 9752000          | $176447                 | $16530                 |
| Сантьяго     | Чилі      | 7164400          | $171436                 | $23290                 |
| Гвадалахара  | Мексика   | 4687700          | $80656                  | $17206                 |
| Монтеррей    | Мексика   | 4344200          | $122896                 | $28290                 |